# نارنجاوات
النارنجاوات (الاسم العلمي: Aurantioideae) هي أسرة من النباتات تتبع فصيلة السذابية من الرتبة الصابونيات.

## أجناس
- كلوزيناوية
  - نارنج
  - مورايا